# Soquel
Soquel é uma Região censo-designada localizada no estado americano da Califórnia, no Condado de Santa Cruz.

## Demografia
Segundo o censo americano de 2000, a sua população era de 5081 habitantes.

## Geografia
De acordo com o United States Census Bureau tem uma área de 2,8 km², dos quais 2,8 km² cobertos por terra e 0,0 km² cobertos por água. Soquel localiza-se a aproximadamente 10 m acima do nível do mar.

## Localidades na vizinhança
O diagrama seguinte representa as localidades num raio de 8 km ao redor de Soquel.